# Cheilanthes kuhnii
Cheilanthes kuhnii là một loài thực vật có mạch trong họ Adiantaceae. Loài này được Milde miêu tả khoa học đầu tiên năm 1867.